# クリヴァ・パランカ

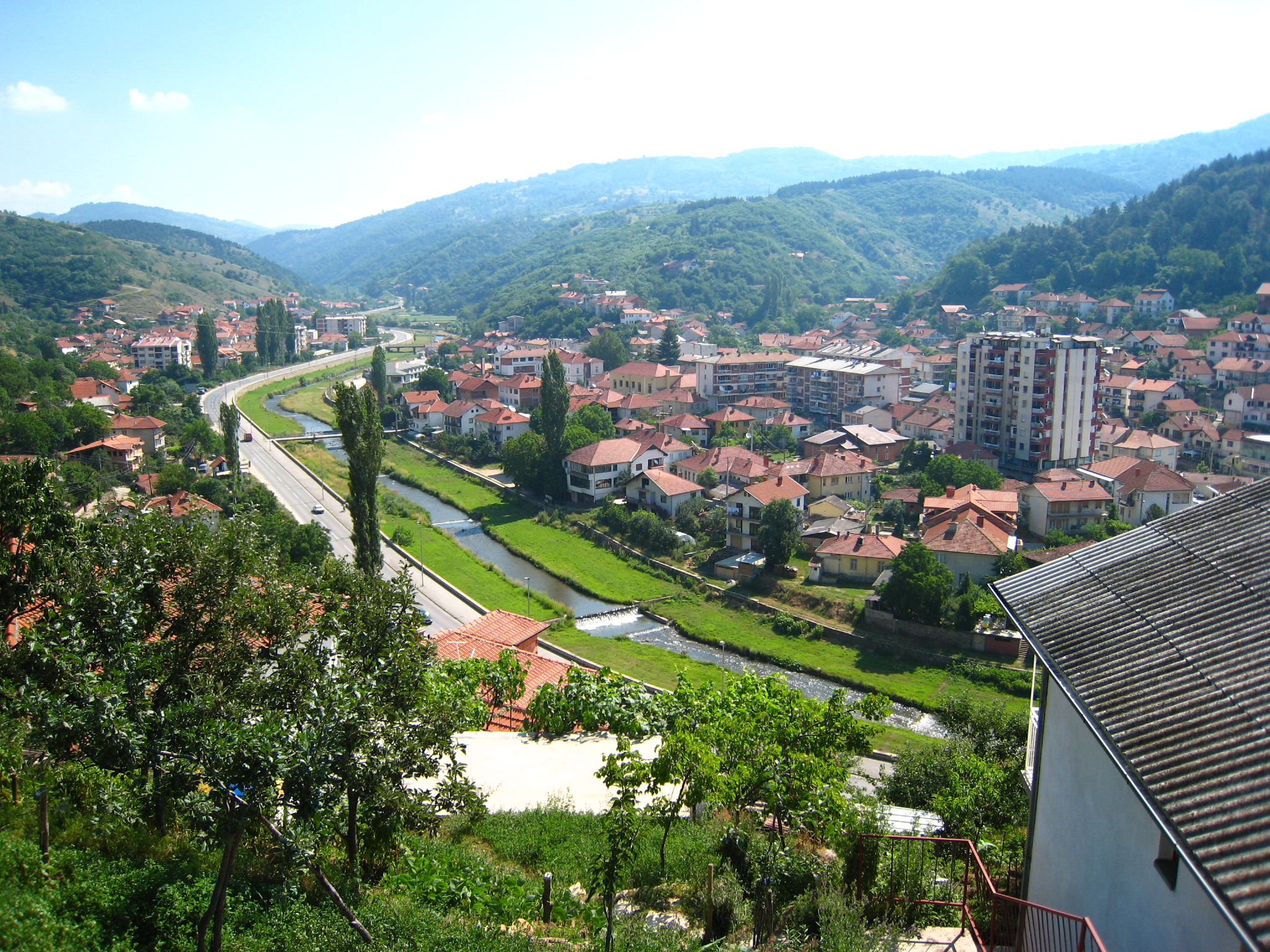
クリヴァ・パランカの町

クリヴァ・パランカ（Крива Паланка）は、マケドニア共和国北東部、クリヴァ川沿いの町、および基礎自治体である。人口はおよそ21,000人。ブルガリアとの国境近くに位置し、ソフィアとスコピエの2国の首都を結ぶ幹線道路が走る。
「クリヴァ」は「曲がった」、「パランカ」はスラヴ語で町や都市の意味を持つ。オスマン帝国の支配下では Egri Dere と呼ばれた。これも「曲がった川」という意味である。